# ニードトゥブリーズ
ニードトゥブリーズ (Needtobreathe) は、アメリカ合衆国のサウスカロライナ州セネカにて結成された、クリスチャン・ロックバンドである。ラインハート兄弟を中心に2000年に結成された。音楽的には、クリスチャンバンド特有の綺麗なメロディーラインが特徴で、単にオルタナティブ・ロックの枠に収まる事なく、バンジョー等を用いた独特の世界観を持った楽曲が多い。2006年に公式デビューを果たしており、2009年発表の『The Outsiders』にて知名度を獲得している。

## 現在のメンバー
- ベアー・ラインハート (Bear Rinehart) - ヴォーカル, ギター, ピアノ, オルガン, ハーモニカ
- ボウ・ラインハート (Bo Rinehart) - リードギター, バンジョー, シンセサイザー
- セス・ボルト (Seth Bolt) - ベース, マンダリン

### 旧メンバー
- ジョー・スティルウェル (Joe Stillwell) - ドラム

## 略歴
2006年にメジャーレーベルのアトランティック・レコードと契約を結び、4月4日にデビューアルバム『Daylight』をリリース。
2007年8月28日、2ndアルバム『The Heat』をリリース。全米ビルボード200にて初登場164位を記録した。
2009年8月25日、3rdアルバム『The Outsiders』をリリース。全米ビルボード200にて、前作を大幅に上回る、初登場20位を記録した。
2011年9月20日、4thアルバム『The Reckoning』をリリース。

## ディスコグラフィー

### アルバム
| 2006                                      | Daylight                | - 発売日: 2006年4月4日 - レーベル: Lava, Atlantic, Sparrow - フォーマット: CD, digital download          | —   | —  |                |
| 2007                                      | The Heat                | - 発売日: 2007年4月28日 - レーベル: Lava, Atlantic - フォーマット: CD, digital download                  | 164 | —  |                |
| 2009                                      | The Outsiders           | - 発売日: 2009年8月25日 - レーベル: Atlantic - フォーマット: CD, LP, digital download - 全米売上: 50万枚 | 20  | —  | - US: ゴールド |
| 2011                                      | The Reckoning           | - 発売日: 2011年9月20日 - レーベル: Atlantic - フォーマット: CD, digital download - 全米売上: 4.9万枚    | 6   | —  |                |
| 2014                                      | Rivers in the Wasteland | - 発売日: 2014年4月15日 - レーベル: Atlantic - フォーマット: CD, digital download - 全米売上: 15万枚     | 3   | 6  |                |
| 2016                                      | Hard Love               | - 発売日: 2016年7月15日 - レーベル: Atlantic - フォーマット: CD, digital download - 全米売上: 5万枚      | 2   | 11 |                |
| "—"は未発売またはチャート圏外を意味する。 |                         | |     |    |                |

### EP
- Live Horses EP (2010年)